# Tóth János (múzeumigazgató)
Tóth János  (Tura, 1934. – Jászberény, 2007.) a Jász Múzeum igazgatója volt 35 éven át.

## Életrajza
Turán született az azóta kisvárossá növekedett nagyközségben. 1958-ban, friss diplomásként Ortutay Gyula ajánlásával vette át a múzeum vezetését, azt 35 éven át élete egyetlen munkahelyeként el sem hagyta.
Alig kezdte el jászberényi munkáját; amikor az 1960-as évek legelején meghirdették a honismereti mozgalmat. Jászság szerte gomba módra alakultak a honismereti szakkörök, jöttek létre a helytörténeti gyűjtemények. Ő volt a ma is híres honismereti mozgalom atyja a Jászságban. Sokszor a „villámhárító” szerepét kellett betöltenie köztünk és azok között, akik nem szerették ezt a mozgalmat, de ezt is felvállalta.
Munkássága idején figyelemre méltóan gyarapodott a helytörténeti, néprajzi, természettudományi és ipartörténeti gyűjtemény. Épületszárnnyal és raktárhelyiséggel bővült a múzeum épülete. Beindította a Jászsági Füzetek című sorozatot, és összefogta a múzeum köré csoportosult helytörténeti kutatógárdát. Munkájával a turai kulturális értékek megőrzéséhez és terjesztéséhez is hozzájárult.

## Díjai, elismerései
- Jász-Nagykun-Szolnok Megyéért díj
- Jászberény Pro Urbe díj
- Tura díszpolgára (1997)